# Benefici d'excussió
El benefici d'excussió és el dret que té el fiador d'oposar-se a fer efectiva la fiança sempre que el creditor no hagi executat tots els béns del deutor. Mitjançant l'ús d'aquest dret el fiador li diu al creditor que es dirigeixi en primer lloc als béns del deutor principal abans de dirigir-se a ell.
Aquest dret es justifica per la raó de ser de la fiança, que consisteix a proporcionar al creditor més fermes eines de satisfacció del seu crèdit contra el deutor principal, però sense desplaçar definitivament a aquest últim de la seva obligació.

## Naturalesa jurídica del benefici d'excussió
El benefici d'excussió constitueix una excepció dilatòria en judici i només procedeix un cop. En la legislació espanyola està recollit en l'article 1.830 del Codi Civil.

## Casos en què el creditor està obligat a efectuar l'excussió
- Quan les parts així ho han estipulat.
- Quan el fiador s'hagués obligat només al que no es pogués obtenir del principal deutor. En aquest cas, el fiador no serà responsable de la insolvència del deutor sempre que concorrin els requisits que senyala la norma legal.

## Subfiador
Si el fiador hagués donat al seu temps un altre fiador en garantia de les seves obligacions de consolidació, aquest últim gaudeix del benefici d'excussió respecte del deutor principal i del primer fiador. És a dir, el creditor haurà d'executar primer al deutor principal, després al primer fiador i llavors estarà en condicions de dirigir la seva acció contra el segon.

## Requisits de procedència del benefici d'excussió
- Que no s'hagi renunciat expressament a aquest benefici.
- Que la fiança no fos solidària.
- Que el deutor no es trobi en fallida o en notòria insolvència.
- Que l'obligació consolidada sigui civil (i no purament natural).
- Que la fiança no fos judicial.

## Efectes del benefici d'excussió
- Cessa la persecució contra el fiador, ja que se suspèn de l'entrada al judici.
- Si el creditor efectua l'excussió de manera omisa o negligent, i el deutor cau mentrestant en notòria insolvència, el fiador només és responsable en el que excedeixi el valor dels béns que hagués indicat per a l'excussió.
- Si el creditor obté el pagament amb l'excussió, es produeix extinció total o parcial de la fiança segons el cas.